# Kristang
El kristang, língua cristã, portuguès de Malaca, crioll de Malaca, papiá kristáng o simplement papiá, és una llengua criolla de base portuguesa amb estructura gramatical pròxima al malai, parlat a Malàisia i a Singapur pels descendents dels descobridors portuguesos i les seves famílies mestissades. Papiá és la pronúncia criolla de papear, i.e., parlar, conversar, dir. Kristáng és la pronúncia de "cristià", ja que la majoria dels parlant d'aquest crioll eren cristians, religió oficial a Portugal i els seus dominis colonials ultramarins.

## Distribució
La llengua té prop de 750 parlants a Malaca i potser 100 a Singapur. Hi ha també alguns parlants a Kuala Lumpur a causa de la emigració. El kristáng és també parlat per alguns immigrants i seus descendents al Regne Unit, cap on alguns van marxar després de la independència, i també a Austràlia, en particular a la ciutat de Perth, que és una destinació popular de retornats a la comunitat. A Pulau Tikus hi havia més parlants en 1997 que en 1987. La llengua actualment és en un profund declivi, malgrat que han començat alguns esforços per reviscolar-la en els darrers anys a Malaca i a Singapur.

## Història
Interessats en dominar l'estratègic estret de Malaca, vital en el comerç d'espècies amb de les Filipines, de Timor Oriental, de les Illes Moluques i de Macau, els portuguesos s'apoderaren de la regió en 1511, establint una feitoria i una fortalesa, posteriorment presos pels Països Baixos per iniciativa de la Companyia de les Índies Orientals. Posteriorment tota la regió i zones pròximes caurien sota administració britànica, i així romanent fins a la Segona Guerra Mundial, quan va estar sota forts atacs de l'expansió japonesa al sud-est asiàtic. Actualment forma part de Malàsia.
En arribar a Malaca els portuguesos es relacionaran amb la cultura Penang, fruit de la mestissatge entre comerciants xinesos i malais. A poc a poc el portuguès es mesclà amb el malai i amb paraules d'origen xinès. D'aquesta fusió de les tres llengües sorgí el papiá kristáng, crioll de base portuguesa amb influències fonètiques i gramaticals dels substractes xinès i malai. La comunitat de parlants prové principalment de matrimonis entre navegadores portuguesos i dones locals malaies, així com d'un cert nombre de migrants vinguts de Goa, d'ascendência indoportuguesa.
El kristáng té una influència substancial en el patuá macaense, la llengua criolla parlada a Macau, degut a la migració substancial de Malaca després que la regió fos ocupada pels holandesos. Encara que després Portugal va perdre Malaca i gairebé tot el contacte en 1641, la comunitat kristáng va preservar la seva llengua. A causa de millors condicions de vida i treball a Singapur, centenars de parlants de Papiá kristáng s'establiren al país veí; no obstant això, es barrejaren amb singapurans i la tendència és la desaparició del kristáng a Singapu. A Malaca la comunitat criollòfona de papiá kristáng compta amb una escola i una associació. S'ha publicat un diccionari de portuguès-papiá kristáng, i el crioll i la seva comunitat van ser tema d'un article de la Revista de Cultura de l'Institut de la Cultura de Macau.

## Curiositats
A diferència del que es diu en les històries de la comunitat kristáng ena Malaca, la dança do vira no va ser introduïda pels primers colonitzadors portuguesos arribats en caravel·la, sinó pels sacerdots lusitans enviats en les dècades de 1940 i 1950 pel govern portuguès per a assistir religiosament la comunitat criolla i transmetre'ls una mica de la cultura portuguesa metropolitana.

## Estructura
El kristang ofereix una simplicitat respecte de la llengua portuguesa amb relació a la conjugació dels verbs. Els adverbis "ja" i "encara" tenen partícules que posen el verb en temps passat i present respectivament, posant el verb en infinitiu. Exemples:
Yo já comer = eu (já) comi.
Yo ainda comer = eu (ainda) comerei.

## Expressions comunes
Mutu merseh (port. Muito obrigado)
Teng bong? (port. Estás bom?)
Bong pamiang (port. Boa dia)
Bong atadi (port. Boa tarde)
Bong anuti (port. Boa noite)
yo (port. eu)
bos (port. vós)
bolotudu (port. vós todos, vocês todos)
mai (port. mãe)
pai (port. pai)
muleh (port. mulher)
maridu (port. marido)
bela (port. velha)
belu (port. velho)
Quenino o Kenino (Port. Pequenino)
godru (port. gordo)
Bonitu (port. bonito)
festa (port. festa)
ungua, dos, tres, kuatu, singku, sez, seti, oitu, novi, des (port. um, dois, três, quatro, cinco, seis, sete, oito, nove, dez)

## Sistema d'escriptura
Donat que el kristang mai va ser oficialment ensenyat a les escoles, en gran manera és una llengua oral. La primera proposta d'ortografia estàndard es va realitzar a finals de 1980, amb la publicació d'una tesi, "A Grammar of Kristang", d'Alan N. Baxter, en la qual destaca l'ús de la ortografia malaia.
Igual que en la majoria dels dialectes del portuguès, la vocal e s pronuncia generalment [i] quan va seguida d'una síl·laba amb /i/; així, per exemple, penitensia ("penitència") is pronounced [piniˈteɲsia].
En la dècada del 1990 es va publicar el llibre de Joan Marbeck Ungua Andanza, amb l'ortografia escrita en un context lusomalai.